# Aleksandar Kukolj
Aleksandar Kukolj (in serbo Александар Кукољ?; Praga, 9 settembre 1991) è un judoka serbo.
Nel 2016 ha partecipato ai Giochi olimpici di Rio de Janeiro 2016.

## Palmarès
- Europei

Varsavia 2017: oro nei -90 kg.;
- Giochi del Mediterraneo

Mersin 2013: oro nei -90 kg.;
- Campionati europei under 23:

Sarajevo 2010: bronzo nei -81 kg.;
Samokov 2013: argento nei -90 kg.;
- Campionati europei juniores:

Samokov 2010: argento nei -81 kg.;

### Vittorie nel circuito IJF
| Data            | Località  | Paese               | Categoria |
| --------------- | --------- | ------------------- | --------- |
| 30 ottobre 2016 | Abu Dhabi | Emirati Arabi Uniti | Gran Slam |
| 4 dicembre 2016 | Tokyo     | Giappone            | Gran Slam |